# Sticherus lepidotus
Sticherus lepidotus là một loài dương xỉ trong họ Gleicheniaceae. Loài này được R.A.Rodr. & Ponce mô tả khoa học đầu tiên năm 2007.
Danh pháp khoa học của loài này chưa được làm sáng tỏ. 